# Tipula (Papuatipula) koiari
Tipula (Papuatipula) koiari is een tweevleugelige uit de familie langpootmuggen (Tipulidae). De soort komt voor in het Australaziatisch gebied.